# 豊橋市立牟呂小学校
豊橋市立牟呂小学校（とよはししりつ むろしょうがっこう）は、愛知県豊橋市牟呂中村町にある公立小学校。

## 概要
- 牟呂町の一部、牟呂市場町、牟呂大西町、牟呂公文町、牟呂水神町、牟呂中村町、牟呂外神町、神野新田町の一部、東脇1丁目のの一部、東脇2丁目の一部、東脇4丁目の一部、市場1丁目などが校区であり、公立中学校の進学先は豊橋市立牟呂中学校である。
- 豊橋市民病院内に院内学級「青空」を設置している。

## 沿革
1873年（明治6年）の小学校の設立から昭和47年までの詳細については「牟呂の教育 百年のあゆみ」に書かれています。
以下の年代については「豊橋市立牟呂小学校 学校の歴史」に掲載されている。
- 1873年（明治6年）9月 - 渥美郡牟呂村に第10中学区第11番小学校牟呂学校として開校。
- 1876年（明治9年）9月 - 第10中学区第31・32番小学校牟呂学校に改称する。
- 1878年（明治11年） - 向草間村、草間村、上牟呂村、中牟呂村、下牟呂村、松井新田、上原新田、富田新田、松島新田が合併し、磯辺村となる。
- 1880年（明治13年）5月 - 渥美郡第7番小学牟呂学校に改称する。
- 1884年（明治17年） -
  - 磯辺村の一部（上牟呂、中牟呂、下牟呂、富田新田、松島新田）が、牟呂村として分立する。
  - 渥美郡第8学区小学牟呂学校に改称する。
- 1887年（明治20年）4月 - 渥美郡尋常小学牟呂学校に改称する。
- 1889年（明治22年）10月1日 - 町村制により、牟呂村が発足。
- 1892年（明治25年）5月 - 渥美郡牟呂村立牟呂尋常小学校に改称する。
- 1893年（明治26年）4月 - 高等科を設置し、渥美郡牟呂村立牟呂尋常高等小学校に改称する。
- 1906年（明治39年）7月1日 - 牟呂村と吉田方村が合併し、牟呂吉田村が発足。
- 1907年（明治40年）1月 - 渥美郡牟呂尋常高等小学校に改称する。
- 1932年（昭和7年）9月1日 - 牟呂吉田村が豊橋市に編入される。同時に豊橋市牟呂尋常高等小学校に改称する。
- 1941年（昭和16年）4月1日 - 豊橋市牟呂国民学校に改称する。
- 1947年（昭和22年）4月1日 - 豊橋市立牟呂小学校に改称する。
- 1990年（平成2年）4月 - 豊橋市立汐田小学校を分離する。
- 1996年（平成8年）4月 - 豊橋市民病院内に院内学級「青空」を設置する。

## 発行している書籍
- 1973年（昭和48年）3月30日 - 牟呂の教育 百年のあゆみ（牟呂小学校創立100年を記念して牟呂中学校と合同作成）

## 交通アクセス
- 東海道新幹線・東海道本線・名鉄名古屋本線豊橋駅下車、徒歩約25分。
- 豊橋鉄道渥美線新豊橋駅下車、徒歩約25分。
- 豊橋鉄道東田本線駅前停留場下車、徒歩約30分。
- 豊鉄バス牟呂線【81系統・82系統】、神野ふ頭線【83系統】「牟呂学校前」より徒歩約3分。

## 周辺施設
- 豊橋市立牟呂中学校
- 豊橋市立羽田中学校
- 豊橋市立汐田小学校
- 豊橋若葉幼稚園
- 豊橋市中央図書館
- 豊橋市民病院
- 牟呂八幡宮
- 豊橋牟呂郵便局
- 豊橋信用金庫牟呂支店
- 蒲郡信用金庫牟呂支店
- 豊川信用金庫豊橋西支店